# Johann Brassart

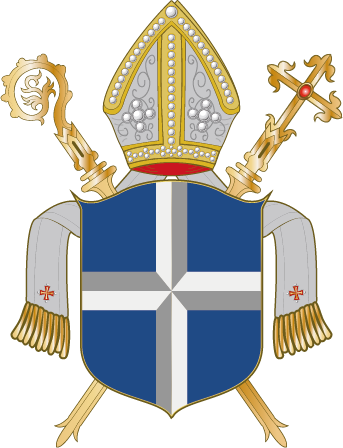
Wappen des Bistums Speyer

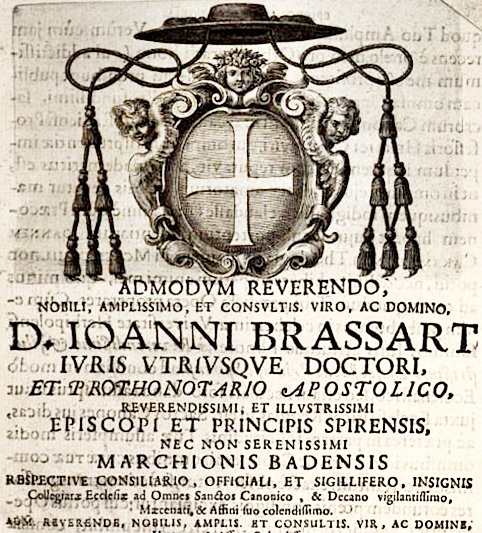
Buchwidmung des Kölner Publizisten Johann Busäus an Johann Brassart, 1662

Johann Brassart, auch Johann Brassert (* um 1625 in Köln; † März 1684), war Titularbischof von Daulia und Weihbischof im Bistum Speyer sowie im Erzbistum Mainz.

## Leben
Brassart entstammt einer Kölner Bürgerfamilie und war Doktor der Rechte. Die 1662 in Köln erschienene und durch den dortigen Buchhändler Johann Busäus redigierte Gesamtausgabe der kirchenrechtlichen Schriften des Heinrich Canisius († 1610), eines Neffen des Hl. Petrus Canisius, ist ihm gewidmet. Laut Dedikation war Johann Brassart damals Apostolischer Protonotar, Speyerer Diözesanoffizial, Dekan des Allerheiligenstiftes Speyer, sowie Rat des Speyerer Bischofs und des Markgrafen Wilhelm von Baden-Baden.
In einem Schreiben an die Kurie erklärte der Speyerer Fürstbischof und neue Mainzer Erzbischof Lothar Friedrich von Metternich-Burscheid, am 21. Februar 1673, dass es in Speyer seit dem Tod von Gangolf Ralinger, vor 10 Jahren, keinen Weihbischof mehr gebe. Da er die Pontifikalien dort selbst nicht mehr ausüben könne, schlage er den Doktor utriusque juris Johann Brassart zum Weihbischof vor. Diesem Ansuchen wurde noch im September gleichen Jahres entsprochen; Brassart war damals 48 Jahre alt, am 28. Januar 1674 erhielt er durch Erzbischof Lothar Friedrich von Metternich die Weihe zum Titularbischof von Daulia.
Im März dieses Jahres ernannte ihn Metternich zusätzlich auch zu seinem Weihbischof in Erfurt, welches Amt er bis 1676 bekleidete.
Johann Brassart weihte am 18. August 1680 die Kapuzinerkirche in Bruchsal.
Er starb im März 1684, Todes- und Begräbnisort sind unklar.